# Яна Саленко
Яна Саленко, Яна Анатоліївна Саленко (народ. 19 липня 1983, Київ) — українська і німецька прима-балерина Державного балету Берліна, гостьова солістка лондонського Королівського балету, танцююча в Ковент-Гардені та на сценах багатьох відомих театрів світу, лауреат престижних міжнародних конкурсів і фестивалів.

## Біографія
Яна Саленко народилася в Києві в 1983 році. Її батьки працювали в сфері обслуговування. Батько Анатолій Саленко був швейцаром київського готелю «Либідь» (укр. Либідь, а мати — кухарем. Крім дочки в їхній родині росли ще чотири сини. Спочатку трирічну Яну віддали на фігурне катання, в шість років вона увійшла в трійку відібраних зі ста претенденток під час вступу до київської школи художньої гімнастики Ірини Дерюгіної. У балет Яна прийшла тільки в 12 років, коли втративши інтерес до спорту, за порадою батька почала вчитися в хореографічному коледжі «Кияночка». Через два роки педагог Травіата Іванівна Самойленко порадила обдарованій дівчинці вступити в професійну школу.
Яні приходило запрошення із знаменитого балетного училища в Санкт-Петербурзі імені Агріппіни Ваганової, але батьки вирішили відправити її з братом в дитячу «Школу хореографічної майстерності Вадима Писарєва» при Донецькому театрі опери та балету, в якому після завершення навчання Яна два роки (2000—2002) була солісткою, а повернувшись до Києва, стала примою-балериною Національної опери Україна.
Зі своїм майбутнім чоловіком Маріаном Вальтером з Берліна (нім. Marian Walter) балерина познайомилася в 2004 році на міжнародному танцювальному конкурсі у Відні, де вони обидва завоювали золото в своїх номінаціях. «Обійнялися, щоб привітати один одного, та так і не змогли розлучитися» — згадує Яна.
Після весілля молода пара всерйоз задумалася, яке місто вибрати місцем для постійного проживання — Київ чи Берлін. Яна не володіла німецькою мовою, але перспективи кар'єрного росту в столиці Німеччини її мотивували. У 2005 році вона вже була солісткою, а через два роки прима-балериною Державного балету Берліна, де її чоловік Маріан Вальтер танцював з 2002 року. Артисти цього ансамблю виступають на сценах різних берлінських театрів — Берлінська державна опера, Німецька опера, Берлінська комічна опера, Театр Шиллера.
Яна Саленко танцює в балетних постановках таких відомих хореографів, як Август Бурнонвиль, Джордж Баланчин, Борис Ейфман, Фредерік Аштон, Володимир Малахов, Начо Дуато, Карлос Акоста і так далі.
Включивши Яну в балетну трупу, Володимир Малахов спочатку сумнівався, що за малого зросту (158 см) вона отримає багато провідних ролей, але сталося навпаки. Прес-секретар Берлінської державної опери Марі-Тереза Фолькмер
(нім. Marie-Therese Volkmer) відзначала: «В танці Яни Саленко чудова техніка поєднується з чудовою грацією і легкістю. Вона постійно розширює свій репертуар і в класичному танці, і в модерні і приковує увагу глядачів унікальною сумішшю скромності і самовпевненості». На її кар'єрний ріст не вплинула зміна головних хореографів Державного балету Берліна — слідом за Володимиром Малаховим в 2014 році прийшов іспанець Начо Дуато, а в 2016 году німкеня Саша Вальц. Яна позначає свою відмінність від деяких танцівників російської школи, які нерідко впираються: «Мене так не вчили, мене не перевчити». Вона навпаки вільно відкривається новому. Їй подобається хореографія Начо Дуато на межі неможливого, робота в жанрах неокласики і модерну. Її цікавить складна техніка імпровізації Вільяма Форсайта, у якого вона мріє що-небудь станцювати. Своїм кумиром Саленко називає французьку прима-балерину Сільві Гілл. Їм вдалося навіть особисто поспілкуватися. Яна зізнається, що завмерла від захвату: "Вона розмовляє зі мною! Вона грає з моєю дитиною! ". За словами українсько-німецької балерини, вона приймає все, що пропонує їй життя, і дуже рідко відмовляється від нових можливостей.
Яна вважає балет мистецтвом ідеального тіла. Вона не приховує проблем, з якими стикалася. В період навчання їй доводилося боротися з анорексією, послідовно шукати шлях «від ненависті до любові» до свого тіла. Вагітність Яна сприймає як щось неземне, вважає, що найкрасивіше — це створювати життя всередині себе.
Кілька разів Яна отримувала серйозні травми, тому стала дуже уважно ставитися до свого тіла, про що докладно розповідає, відповідаючи на питання журналістів про вироблені власні правила щоденних вправ в залі на пуантах. Вона каже, що на першому етапі навчання в балетній школі не знімала пуанти майже цілодобово.
Але ще більш небезпечним, ніж фізичні травми, виявився зрив в 26 років, коли, вже будучи неодноразової медалісткою балетних конкурсів, Яна Саленко втратила інтерес до кар'єри: "Я більше нічого не хотіла, мені здавалося, що я вже досягла всього. Що мене чекало? Ще один театр? Всі ті ж класичні партії? Ще сотні перельотів і переїздів? Я починала ненавидіти свою роботу ". Відновлюватися після цього зриву їй допомагали книги з психології .
Загальні у Яни з чоловіком погляди на розвиток хореографії і на цінності сімейного життя дозволяють їм, не перериваючи балетної кар'єри, приділяти увагу рідним і близьким, ростити своїх дітей. Перший їхній син на ім'я Марлей з'явився на світ у 2009 році. Під час вагітності Яна продовжувала танцювати, але лікар порадив їй на п'ятому місяці зупинитися, тому що не можна стрибати. Вона послухалася, але розповідає, що: "… десь місяців о восьмій почала благати: " Не можу сидіти! Може, я хоч щось зроблю? "Лікар сказав: " Гаразд ". І я займалася, тихо так, у станочка. А потому вродила, а через два тижні почала знову займатися. Через два місяці я вже танцювала на сцені " .
У 2017 році в київському Палаці «Україна» відбувся гала-концерт Яни Саленко за участю світових зірок балету з Берліна, Лондона, Мілана. Програма включала також прем'єрний показ фрагментів балету про любов і життя Марлен Дітріх, образ якої за словами Яни їй дуже близький: «… в якійсь мірі я асоціюю себе з нею» .

Прима-балерина, запрошена для інтерв'ю в українську студію «Ранок» перед гала-концертом, подарувала для продажу на благодійному аукціоні телеканалу «Інтер» свої робочі пуанти — як щось дуже для себе дороге.
 У травні 2019 року в родині з'явився другий син, якого назвали Вільям. З місячним немовлям на руках в пачці і на пуантах Яна з'явилася на фотографіях в пресі і в себе в Інстаграм.
У червні 2019 року Яна Саленко була серед талановитих українців, запрошених у палац Бельвю — офіційну резиденцію президента Німеччини. На цій зустрічі, організованій під час візиту до Берліна нового президента України, подружжя двох глав держав — Ельке Бюденбендер і Олена Зеленська торкнулися питань взаємодії в сфері культури.
11 липня 2019 роки (через два місяці після народження другого сина) Яна Саленко і її чоловік Маріан Вальтер брали участь в міжнародній балетній виставі «Verden Ballet on Sylt» під відкритим небом на острові Зільт. Яна виконувала партію «вмираючого лебідя» .

## Репертуар
Яна Саленко танцює в балетних постановках таких відомих хореографів, як Джордж Баланчин, Борис Ейфман, Фредерік Аштон, Август Бурнонвіль, Володимир Малахов, Начо Дуато, Карлос Акоста і так далі.
Її репертуар включає провідні ролі і сольні партії в балетах — «Попелюшка», «Спляча красуня», «Лебедине озеро», «Лускунчик», « Ромео і Джульєтта», «Дон Кіхот», «Жизель», «Баядерка», «Есмеральда», «Корсар». Фрагменти з класичних і нових постановок прима-балерина показує на фестивалях і гала-концертах в різних містах і країнах.
- 2006: Щецін
- 2007: Тайбей, Інсбрук, Пекін
- 2008: Японія, Мілан
- 2009: Мілан, Більбао, Сінгапур, Будапешт, Брно
- 2010: Японія, Загреб, Братислава
- 2011: Рига, Карлсруе, Київ, Італія, Мюнхен, Словенія, Загреб, Братислава
- 2012: Рим, Москва, Лондон
- 2013: Японія, Бухарест, Лондон
- 2014: Санкт-Петербург, Алма-Ата, Лондон
- 2015: Лондон, Брно
- 2017: Рим, Гонконг, Київ
- 2018: Гонконг, Токіо
- 2019: Зильт

## Відеоінтерв'ю
- Зірка світового балету Яна Саленко в студії «Ранку» (20.10.2017) «Ранок з Інтером» (укр.) (рос.)
- Прима Берлінської опери, щаслива дружина и мама — Зіркова історія Яни Саленко (21.10.2017) «Сніданок з 1 + 1» (укр.)(рос.)
- Interview with Iana Salenko (26.02.2018) «Dance Channel TV» (англ.)

## Фільмографія
- «Лускунчик» (DVD). У головних ролях — Яна Саленко і Маріан Вальтер. Хореографія: Василя Медведєва і Юрія Бурлаки, за історичною версією Маріуса Петіпа і Льва Іванова, Державний балет Берліна[27]
- Чайковський, Па-де-де. У головних ролях — Яна Саленко і Стивен МакРей. Хореографія: Джорджа Баланчина, Королівський балет[28]
- «Спляча красуня» (DVD). У головних ролях — Яна Саленко і Маріан Вальтер. Хореографія: Начо Дуато, Державний балет Берліна[29]

## Нагороди
Балерина завойовує призові місця, беручи участь в різних міжнародних балетних фестивалях і конкурсах.
- 2002 — головний приз "Премії Дягілєва " на конкурсі в Києві
- 2004 — головний приз "Премії Макарової " на конкурсах в Відні і в Пермі ; третє місце на конкурсі в Варні
- 2005 — перше місце на конкурсах в Гельсінкі і в Нагої
- У різні роки Яна Саленко була лауреатом премії " Dance Open " на фестивалі в Санкт-Петербурзі — 2012 (Гран-прі)[30], 2013, 2014, 2016